# Judo op de Olympische Zomerspelen 2008 (kwalificatie)
Deze pagina beschrijft de kwalificatie voor het judotoernooi op de Olympische Zomerspelen 2008.

## Onderdelen
Er zijn in totaal veertien onderdelen (gewichtsklassen) waar een medaille voor gewonnen kan worden, te weten:
| Mannen       | Vrouwen     |
| ------------ | ----------- |
| tot 60 kg    | tot 48 kg   |
| tot 66 kg    | tot 52 kg   |
| tot 73 kg    | tot 57 kg   |
| tot 81 kg    | tot 63 kg   |
| tot 90 kg    | tot 70 kg   |
| tot 100 kg   | tot 78 kg   |
| boven 100 kg | boven 78 kg |

## Kwalificatie
Namens elk NOC mag maximaal één deelnemer in een klasse van start gaan. Op voorhand heeft de internationale judofederatie bepaald dat het gastland China in elke gewichtsklasse is vertegenwoordigd en dat de top zes van het WK 2007 een plaats voor zijn of haar land verdient.
Daarnaast is er een verdeling gemaakt van het aantal beschikbare plaatsen per continent.
Voor elke gewichtsklasse gold hetzelfde systeem:
- De beste 6 judoka's van het WK 2007
- Gastland China: een man en een vrouw in elke gewichtsklasse
- Afrika: 3 mannen en 2 vrouwen
- Amerika: 6 mannen en 3 vrouwen
- Azië: 5 mannen en 3 vrouwen. Daarnaast zijn er 2 extra plaatsen, zonder beperking voor geslacht en klasse
- Europa: 9 mannen en 5 vrouwen
- Oceanië: 6 mannen en 3 vrouwen
- Olympische tripartitecommissie: wijst 20 judoka's aan, zonder beperking voor geslacht en klasse

Dit levert in totaal 386 judoka's van wie ten minste 217 man en 147 vrouw.
De plaatsen die per continent zijn aangewezen worden ingevuld door de landen van de judoka's die het hoogst op de individuele ranking van elk continent staan. Wanneer een land al zeker is van een plaats, gaat het ticket naar het eerst volgende land op die ranking. Het land bepaald vervolgens welke judoka het land afvaardigt naar de Olympische Spelen.
De individuele ranking per continent wordt opgesteld op basis van de resultaten tijdens diverse internationale judotoernooien.

## Kwalificatie samenvatting
De landen die zich per gewichtsklasse hebben gekwalificeerd staan in de volgende tabel.
| NOC                          | Heren | Heren | Heren | Heren | Heren | Heren  | Heren  | Dames | Dames | Dames | Dames | Dames | Dames | Dames | Totaal |
| ---------------------------- | ----- | ----- | ----- | ----- | ----- | ------ | ------ | ----- | ----- | ----- | ----- | ----- | ----- | ----- | ------ |
| NOC                          | -60kg | -66kg | -73kg | -81kg | -90kg | -100kg | +100kg | -48kg | -52kg | -57kg | -63kg | -70kg | -78kg | +78kg | Totaal |
| Albanië                      |       |       |       | X     |       |        |        |       |       |       |       |       |       |       | 1      |
| Algerije                     | X     | X     | X     |       | X     | X      |        | X     | X     | X     | X     | X     |       |       | 10     |
| Amerikaans-Samoa             |       |       |       |       |       |        |        |       |       | X     |       |       |       |       | 1      |
| Andorra                      |       | X     |       |       |       |        |        |       |       |       |       |       |       |       | 1      |
| Argentinië                   | X     |       | X     | X     | X     | X      | X      | X     |       |       | X     |       | X     |       | 9      |
| Armenië                      | X     | X     |       |       |       |        |        |       |       |       |       |       |       |       | 2      |
| Aruba                        |       |       |       | X     |       |        |        |       |       |       |       |       |       |       | 1      |
| Australië                    | X     | X     | X     | X     | X     | X      | X      | X     | X     | X     | X     |       | X     | X     | 13     |
| Azerbeidzjan                 |       | X     | X     | X     | X     | X      |        |       |       | X     |       |       |       |       | 6      |
| België                       |       |       | X     |       |       |        |        |       | X     |       |       | X     |       |       | 3      |
| Bosnië en Herzegovina        |       |       |       |       |       | X      |        |       |       |       |       |       |       |       | 1      |
| Brazilië                     | X     | X     | X     | X     | X     | X      | X      | X     | X     | X     | X     | X     | X     |       | 13     |
| Burkina Faso                 |       |       |       |       |       |        |        | X     |       |       |       |       |       |       | 1      |
| Canada                       | X     | X     | X     |       |       | X      |        |       |       |       |       |       | X     |       | 5      |
| Chili                        |       | X     |       |       |       |        |        |       |       |       |       |       |       |       | 1      |
| China                        | X     | X     | X     | X     | X     | X      | X      | X     | X     | X     | X     | X     | X     | X     | 14     |
| Chinees Taipei               |       |       |       |       |       |        |        |       | X     |       | X     |       |       |       | 2      |
| Colombia                     |       |       |       | X     |       |        |        |       |       |       |       | X     |       |       | 2      |
| Congo-Kinshasa               |       |       | X     |       |       |        |        |       |       |       |       |       |       |       | 1      |
| Cuba                         | X     | X     | X     | X     | X     | X      | X      | X     | X     | X     | X     | X     | X     | X     | 14     |
| Dominicaanse Republiek       |       | X     |       |       |       | X      |        |       | X     |       |       |       |       |       | 3      |
| Duitsland                    |       |       |       | X     | X     | X      | X      | X     | X     | X     | X     | X     | X     | X     | 11     |
| Ecuador                      |       | X     |       |       |       |        |        | X     |       |       |       |       |       | X     | 3      |
| Egypte                       |       | X     |       |       | X     |        | X      |       |       |       |       |       |       | X     | 4      |
| El Salvador                  |       |       |       | X     |       |        |        |       |       |       |       |       |       |       | 1      |
| Equatoriaal-Guinea           |       |       |       | X     |       |        |        |       |       |       |       |       |       |       | 1      |
| Estland                      |       |       |       |       |       |        | X      |       |       |       |       |       |       |       | 1      |
| Fiji                         |       |       |       |       |       |        |        |       |       |       |       | X     |       |       | 1      |
| Finland                      |       |       |       |       |       |        |        |       |       | X     | X     |       |       |       | 2      |
| Frankrijk                    | X     | X     |       | X     | X     | X      | X      | X     | X     | X     | X     | X     | X     | X     | 13     |
| Gabon                        |       |       |       |       |       |        |        | X     |       |       |       |       |       |       | 1      |
| Georgië                      | X     | X     | X     | X     | X     | X      | X      |       |       |       |       |       |       |       | 7      |
| Griekenland                  | X     | X     |       |       | X     |        |        |       |       |       |       |       |       |       | 3      |
| Groot-Brittannië             | X     |       |       | X     | X     | X      |        |       |       |       | X     |       | X     | X     | 7      |
| Guam                         |       |       |       |       |       |        | X      |       |       |       |       |       |       |       | 1      |
| Haïti                        |       |       |       |       |       |        | X      |       |       | X     |       |       |       |       | 2      |
| Hongarije                    |       | X     |       |       |       | X      | X      | X     |       | X     |       | X     |       |       | 6      |
| IJsland                      |       |       |       |       |       |        | X      |       |       |       |       |       |       |       | 1      |
| India                        |       |       |       |       |       |        |        | X     |       |       |       |       | X     |       | 2      |
| Iran                         | X     | X     | X     | X     | X     |        | X      |       |       |       |       |       |       |       | 6      |
| Israël                       | X     |       |       |       |       | X      |        |       |       |       | X     |       |       |       | 3      |
| Italië                       |       | X     |       | X     | X     |        | X      |       |       | X     |       | X     | X     | X     | 8      |
| Japan                        | X     | X     | X     | X     | X     | X      | X      | X     | X     | X     | X     | X     | X     | X     | 14     |
| Jemen                        | X     |       |       |       |       |        |        |       |       |       |       |       |       |       | 1      |
| Kameroen                     |       |       |       |       |       | X      |        |       |       |       |       |       |       |       | 1      |
| Kazachstan                   | X     |       | X     |       |       | X      | X      | X     | X     | X     |       | X     | X     | X     | 10     |
| Kirgizië                     |       |       |       |       |       |        | X      |       |       |       |       |       | X     |       | 2      |
| Koeweit                      |       |       |       |       |       | X      |        |       |       |       |       |       |       |       | 1      |
| Letland                      |       |       | X     |       | X     |        |        |       |       |       |       |       |       |       | 2      |
| Libanon                      |       |       |       |       |       |        | X      |       |       |       |       |       |       |       | 1      |
| Libië                        |       |       |       |       |       | X      |        |       |       |       |       |       |       |       | 1      |
| Litouwen                     | X     |       |       |       |       |        |        |       |       |       |       |       |       |       | 1      |
| Luxemburg                    |       |       |       |       |       |        |        |       | X     |       |       |       |       |       | 1      |
| Madagaskar                   | X     |       |       |       |       |        |        |       |       |       |       |       |       |       | 1      |
| Malta                        |       |       |       |       |       |        |        |       |       |       | X     |       |       |       | 1      |
| Marokko                      | X     | X     |       | X     | X     |        |        |       |       |       |       |       |       |       | 4      |
| Mexico                       |       |       |       |       |       | X      |        |       |       |       |       |       |       | X     | 2      |
| Moldavië                     |       |       | X     |       |       |        |        |       |       |       |       |       |       |       | 1      |
| Monaco                       | X     |       |       |       |       |        |        |       |       |       |       |       |       |       | 1      |
| Mongolië                     | X     |       | X     | X     |       | X      | X      |       | X     | X     | X     |       | X     | X     | 10     |
| Montenegro                   |       |       |       | X     |       |        |        |       |       |       |       |       |       |       | 1      |
| Mozambique                   |       | X     |       |       |       |        |        |       |       |       |       |       |       |       | 1      |
| Nederland                    | X     | X     |       | X     | X     | X      | X      |       |       | X     | X     | X     |       | X     | 10     |
| Nepal                        |       |       |       |       |       |        |        |       |       |       | X     |       |       |       | 1      |
| Nigeria                      |       |       |       |       |       |        |        |       |       |       |       |       | X     |       | 1      |
| Noord-Korea                  | X     | X     | X     |       |       |        |        | X     | X     | X     | X     |       |       |       | 7      |
| Oekraïne                     | X     |       | X     | X     | X     |        | X      | X     |       |       |       | X     | X     | X     | 9      |
| Oezbekistan                  | X     | X     | X     |       | X     | X      | X      |       | X     |       |       |       |       | X     | 8      |
| Oostenrijk                   | X     |       |       |       |       |        |        |       |       | X     | X     |       |       |       | 3      |
| Peru                         |       |       |       |       |       |        | X      |       |       |       |       |       |       |       | 1      |
| Polen                        |       | X     | X     | X     |       | X      | X      |       |       |       |       | X     |       | X     | 7      |
| Portugal                     |       | X     | X     | X     |       |        |        | X     | X     |       |       |       |       |       | 5      |
| Puerto Rico                  |       |       |       | X     | X     |        | X      |       |       |       |       |       |       |       | 3      |
| Roemenië                     |       |       |       |       |       | X      |        | X     |       |       |       |       |       |       | 2      |
| Rusland                      | X     | X     | X     | X     | X     | X      | X      | X     | X     |       | X     | X     | X     | X     | 13     |
| Senegal                      |       |       |       |       |       |        | X      |       | X     |       | X     | X     |       |       | 4      |
| Slovenië                     | X     |       |       | X     |       |        | X      |       |       |       | X     |       |       | X     | 5      |
| Slowakije                    |       |       |       |       |       | X      |        |       |       |       |       |       |       |       | 1      |
| Spanje                       |       | X     |       |       | X     |        |        |       | X     | X     |       | X     | X     |       | 6      |
| Tadzjikistan                 |       |       | X     | X     | X     |        |        |       |       |       |       |       |       |       | 3      |
| Togo                         |       |       |       | X     |       |        |        |       |       |       |       |       |       |       | 1      |
| Tsjechië                     | X     |       | X     |       |       |        |        |       |       |       |       |       |       |       | 2      |
| Tunesië                      |       |       |       | X     |       |        | X      | X     |       | X     |       |       | X     | X     | 6      |
| Turkije                      |       |       | X     |       |       |        |        |       |       |       |       |       |       |       | 1      |
| Turkmenistan                 |       | X     |       |       |       |        |        |       |       |       |       | X     |       |       | 2      |
| Venezuela                    | X     | X     | X     |       | X     | X      |        |       | X     |       | X     |       |       |       | 7      |
| Verenigde Arabische Emiraten |       |       | X     |       |       |        |        |       |       |       |       |       |       |       | 1      |
| Verenigde Staten             | X     | X     | X     | X     | X     | X      | X      | X     |       | X     |       | X     |       |       | 10     |
| Wit-Rusland                  |       |       | X     | X     | X     |        | X      |       |       |       |       |       |       |       | 4      |
| Zuid-Afrika                  |       |       | X     | X     | X     |        |        |       |       |       |       |       |       |       | 3      |
| Zuid-Korea                   | X     | X     | X     | X     | X     | X      | X      | X     | X     | X     | X     | X     | X     | X     | 14     |
| Zwitserland                  |       |       |       |       | X     |        |        |       |       |       |       |       |       |       | 1      |
| Total: 92 landen             | 33    | 33    | 32    | 35    | 31    | 32     | 34     | 23    | 22    | 23    | 24    | 22    | 21    | 21    | 385    |

## Toernooien die de individuele ranking per continent bepalen
De individuele ranking per continent wordt opgesteld op basis van de resultaten tijdens diverse internationale judotoernooien. Deze staan in de volgende lijst.
| Afrika                                | Afrika               | Afrika         |
| Evenement                             | Datum                | Locatie        |
| ------------------------------------- | -------------------- | -------------- |
| Afrikaanse kampioenschap 2006         | 29 mei – 6 juni 2006 | Port Louis     |
| Afrikaanse Spelen 2007                | 12-14 juli 2007      | Algiers        |
| Toernooi van Madagaskar 2007          | 17-18 maart 2007     | Madagaskar     |
| Toernooi van Marokko 2007             | 7-8 april 2007       | Marokko        |
| Toernooi van Zuid-Afrika 2007         | 17-18 mei 2007       | Vanderbijlpark |
| Kano Cup 2007                         | 7-9 december 2007    | Tokio          |
| Toernooi van Japan 2007 (vrouwen)     | 22 december 2007     | Fukuoka        |
| Toernooi van Mauritius 2008           | 28-29 januari 2008   | Port Louis     |
| Superwereldbeker                      | 9-11 februari 2008   | Parijs         |
| Wereldbeker mannen                    | 16-17 februari 2008  | Leonding       |
| Wereldbeker vrouwen                   | 16-17 februari 2008  | Boedapest      |
| Superwereldbeker                      | 22-24 februari 2008  | Hamburg        |
| Toernooi van Tunesië 2008             | 28-29 maart 2008     | Tunis          |
| Toernooi van Kamoeroen 2008           | 26-27 april 2008     | Yaoundé        |
| Afrikaans kampioenschap 2008          | 15-18 mei 2008       | Agadir         |
| Azië                                  |                      |                |
| Evenment                              | Datum                | Locatie        |
| Toernooi van Qingdao 2006             | 13-14 november 2006  | Qingdao        |
| KRA Open 2006                         | 17-18 november 2006  | Seoel          |
| Asian Games 2006                      | 2-5 december 2006    | Doha           |
| Toernooi van Fukoka 2006 (vrouwen)    | 16-17 december 2006  | Fukuoka        |
| Toernooi van Kazachstan 2007          | 17-18 maart 2007     | Almaty         |
| Aziatisch kampioenschap 2007          | 16-17 mei 2007       | Koeweit        |
| Toernooi van Fajr 2007                | 20-22 juni 2007      | Teheran        |
| WK 2007                               | 13-16 september 2007 | Rio de Janeiro |
| Toernooi van Qingdao 2007             | 24-25 november 2007  | Qingdao        |
| KRA Open 2007                         | 30 nov – 1 dec 2007  | Seoel          |
| Kano Cup 2007                         | 7-9 december 2007    | Tokio          |
| Toernooi van Kachstan 2008            | 16-18 maart 2008     | Almaty         |
| Aziatisch kampioenschap 2008          | 26-27 april 2008     | Jeju           |
| Europa                                |                      |                |
| Evenement                             | Datum                | Locatie        |
| EK 2007                               | 6-8 april 2007       | Belgrado       |
| Wereldbeker mannen                    | 28-29 april 2007     | Rome           |
| Wereldbeker vrouwen                   | 28-29 april 2007     | Vejen          |
| Superwereldbeker                      | 5-6 mei 2007         | Moskou         |
| Wereldbeker mannen                    | 19-20 mei 2007       | Boekarest      |
| Wereldbeker vrouwen                   | 19-20 mei 2007       | Lissabon       |
| WK 2007                               | 13-16 september 2007 | Rio de Janeiro |
| Wereldbeker mannen                    | 22-23 september 2007 | Birmingham     |
| Wereldbeker vrouwen                   | 22-23 september 2007 | Tallinn        |
| Superwereldbeker                      | 28-30 september 2007 | Rotterdam      |
| Wereldbeker mannen                    | 13-14 oktober 2008   | Bakoe          |
| Superwereldbeker                      | 13-14 oktober 2008   | Minsk          |
| Wereldbeker mannen                    | 26-27 januari 2008   | Tbilisi        |
| Wereldbeker vrouwen                   | 26-27 januari 2008   | Sofia          |
| Superwereldbeker                      | 9-11 februari 2008   | Parijs         |
| Wereldbeker mannen                    | 16-17 februari 2008  | Leonding       |
| Wereldbeker vrouwen                   | 16-17 2008           | Boedapest      |
| Superwereldbeker                      | 22-24 februari 2008  | Hamburg        |
| Wereldbeker mannen                    | 1-2 maart 2008       | Praag          |
| Wereldbeker vrouwen                   | 1-2 maart 2008       | Warschau       |
| EK 2008                               | 11-13 april 2008     | Lissabon       |
| Oceanië                               |                      |                |
| Evenement                             | Datum                | Locatie        |
| WK 2007                               | 13-16 september 2007 | Rio de Janeiro |
| 2007 Wereldbeker                      | 10-14 november 2007  | Perth          |
| 2008 Oceanisch kampioenschap 2008     | 21-23 maart 2008     | Christchurch   |
| Pan-Amerika                           |                      |                |
| Evenement                             | Datum                | Locatie        |
| Pan-Amerikaanse kampioenschappen 2006 | 23-28 mei 2006       | Buenos Aires   |
| Pan-Amerikaanse kampioenschappen 2007 | 24-27 mei 2007       | Montréal       |
| Pan-Amerikaanse Spelen 2007           | 19-22 juli 2007      | Rio de Janeiro |
| WK 2007                               | 13-16 september 2007 | Rio de Janeiro |
| Kwalificatietoernooi zone II          | 27-30 maart 2008     | Isla Margarita |
| Kwalificatietoernooi zone III         | 7-10 april 2008      | Buenos Aires   |
| Pan-Amerikaanse kampioenschappen 2008 | 7-10 mei 2008        | Miami          |
| Kwalificatietoernooi zone I           | 11 mei 2008          | Miami          |

## Gekwalificeerde landen per categorie

### -60kg mannen
| Judobond Toernooi     | Aantal | Gekwalificeerd                                                                           |
| --------------------- | ------ | ---------------------------------------------------------------------------------------- |
| Gastland              | 1      | China                                                                                    |
| WK 2007               | 6      | Nederland Georgië Oostenrijk Zuid-Korea Slovenië Mongolië                                |
| Afrika                | 3      | Marokko Madagaskar Algerije                                                              |
| Azië*                 | 6      | Japan Iran Kazachstan Oezbekistan Noord-Korea Jemen                                      |
| Europa                | 9      | Oekraïne Armenië Groot-Brittannië Rusland Griekenland Tsjechië Israël Frankrijk Litouwen |
| Oceanië               | 1      | Australië                                                                                |
| Pan-Amerikaans        | 6      | Argentinië Venezuela Canada Brazilië Cuba Verenigde Staten                               |
| Tripartitecommissie** | 1      | Monaco                                                                                   |
| TOTAAL                |        | 33                                                                                       |

### 60-66kg mannen
| Judobond Toernooi     | Aantal | Gekwalificeerd                                                                     |
| --------------------- | ------ | ---------------------------------------------------------------------------------- |
| Gastland              | 1      | China                                                                              |
| WK 2007               | 6      | Brazilië Cuba Iran Hongarije Armenië Italië                                        |
| Afrika                | 3      | Egypte Algerije Marokko                                                            |
| Azië                  | 5      | Zuid-Korea Turkmenistan Japan Oezbekistan Noord-Korea                              |
| Europa                | 9      | Georgië Nederland Frankrijk Rusland Spanje Griekenland Azerbeidzjan Polen Portugal |
| Oceanië               | 1      | Australië                                                                          |
| Pan-Amerikaans        | 6      | Ecuador Venezuela Canada Dominicaanse Republiek Verenigde Staten Chili             |
| Tripartitecommissie** | 2      | Mozambique Andorra                                                                 |
| TOTAAL                |        | 33                                                                                 |

### 66-73kg mannen
| Judobond Toernooi     | Aantal | Gekwalificeerd                                                               |
| --------------------- | ------ | ---------------------------------------------------------------------------- |
| Gastland              | 1      | China                                                                        |
| WK 2007               | 6      | Zuid-Korea Azerbeidzjan Japan Tadzjikistan Turkije Georgië                   |
| Afrika                | 3      | Algerije Zuid-Afrika Congo-Kinshasa                                          |
| Azië                  | 5      | Iran Noord-Korea Kazachstan Oezbekistan Mongolië                             |
| Europa                | 9      | België Tsjechië Oekraïne Portugal Polen Rusland Moldavië Wit-Rusland Letland |
| Oceanië               | 1      | Australië                                                                    |
| Pan-Amerikaans        | 6      | Brazilië Verenigde Staten Cuba Canada Venezuela Argentinië                   |
| Tripartitecommissie** | 1      | Verenigde Arabische Emiraten                                                 |
| TOTAAL                |        | 32                                                                           |

### 73-81kg mannen
| Judobond Toernooi     | Aantal | Gekwalificeerd                                                                           |
| --------------------- | ------ | ---------------------------------------------------------------------------------------- |
| Gastland              | 1      | China                                                                                    |
| WK 2007               | 6      | Brazilië Frankrijk Groot-Brittannië Nederland Italië Polen                               |
| Afrika                | 3      | Marokko Zuid-Afrika Tunesië                                                              |
| Azië                  | 5      | Zuid-Korea Mongolië Japan Iran Tadzjikistan                                              |
| Europa                | 9      | Portugal Duitsland Oekraïne Georgië Wit-Rusland Rusland Azerbeidzjan Slovenië Montenegro |
| Oceanië               | 1      | Australië                                                                                |
| Pan-Amerikaans        | 6      | Verenigde Staten Cuba Colombia Argentinië El Salvador Puerto Rico                        |
| Tripartitecommissie** | 4      | Equatoriaal-Guinea Togo Aruba Albanië                                                    |
| TOTAAL                |        | 35                                                                                       |

### 81-90kg mannen
| Judobond Toernooi     | Aantal | Gekwalificeerd                                                                                    |
| --------------------- | ------ | ------------------------------------------------------------------------------------------------- |
| Gastland              | 1      | China                                                                                             |
| WK 2007               | 6      | Georgië Griekenland Italië Rusland Egypte Nederland                                               |
| Afrika                | 3      | Algerije Marokko Zuid-Afrika                                                                      |
| Azië                  | 5      | Japan Zuid-Korea Oezbekistan Iran Tadzjikistan                                                    |
| Europa                | 9      | Azerbeidzjan Wit-Rusland Oekraïne Duitsland Zwitserland Spanje Frankrijk Groot-Brittannië Letland |
| Oceanië               | 1      | Australië                                                                                         |
| Pan-Amerikaans        | 6      | Brazilië Cuba Venezuela Argentinië Verenigde Staten Puerto Rico                                   |
| Tripartitecommissie** | 0      |                                                                                                   |
| TOTAAL                |        | 31                                                                                                |

### 90-100kg mannen
| Judobond Toernooi     | Aantal | Gekwalificeerd                                                                     |
| --------------------- | ------ | ---------------------------------------------------------------------------------- |
| Gastland              | 1      | China                                                                              |
| WK 2007               | 6      | Brazilië Groot-Brittannië Hongarije Cuba Georgië Bosnië en Herzegovina             |
| Afrika                | 3      | Algerije Kameroen Libië                                                            |
| Azië                  | 5      | Kazachstan Zuid-Korea Japan Oezbekistan Mongolië                                   |
| Europa                | 9      | Nederland Israël Rusland Polen Azerbeidzjan Frankrijk Duitsland Slowakije Roemenië |
| Oceanië               | 1      | Australië                                                                          |
| Pan-Amerikaans        | 6      | Canada Dominicaanse Republiek Venezuela Argentinië Verenigde Staten Mexico         |
| Tripartitecommissie** | 1      | Koeweit                                                                            |
| TOTAAL                |        | 32                                                                                 |

### +100kg mannen
| Judobond Toernooi     | Aantal | Gekwalificeerd                                                                   |
| --------------------- | ------ | -------------------------------------------------------------------------------- |
| Gastland              | 1      | China                                                                            |
| WK 2007               | 5      | Frankrijk Rusland Brazilië Georgië Japan                                         |
| Afrika                | 3      | Tunesië Egypte Senegal                                                           |
| Azië*                 | 6      | Oezbekistan Iran Zuid-Korea Kazachstan Mongolië Kirgizië                         |
| Europa                | 9      | Estland Wit-Rusland Duitsland Italië Polen Nederland Oekraïne Hongarije Slovenië |
| Oceanië               | 1      | Australië                                                                        |
| Pan-Amerikaans        | 6      | Cuba Peru Haïti Puerto Rico Verenigde Staten Argentinië                          |
| Tripartitecommissie** | 3      | Guam IJsland Libanon                                                             |
| TOTAAL                |        | 34                                                                               |

### -48kg vrouwen
| Judobond Toernooi     | Aantal | Gekwalificeerd                                      |
| --------------------- | ------ | --------------------------------------------------- |
| Gastland              | 1      | China                                               |
| WK 2007               | 6      | Japan Cuba Frankrijk Roemenië Argentinië Zuid-Korea |
| Afrika                | 2      | Tunesië Algerije                                    |
| Azië                  | 3      | Noord-Korea Kazachstan India                        |
| Europa                | 5      | Rusland Hongarije Duitsland Portugal Oekraïne       |
| Oceanië               | 1      | Australië                                           |
| Pan-Amerikaans        | 3      | Brazilië Ecuador Verenigde Staten                   |
| Tripartitecommissie** | 2      | Burkina Faso Gabon                                  |
| TOTAAL                |        | 23                                                  |

### 48-52kg vrouwen
| Judobond Toernooi     | Aantal | Gekwalificeerd                                 |
| --------------------- | ------ | ---------------------------------------------- |
| Gastland              | 1      | China                                          |
| WK 2007               | 5      | Portugal Noord-Korea Japan Zuid-Korea Brazilië |
| Afrika                | 2      | Algerije Senegal                               |
| Azië*                 | 4      | Mongolië Kazachstan Chinees Taipei Oezbekistan |
| Europa                | 5      | Spanje Frankrijk België Duitsland Rusland      |
| Oceanië               | 1      | Australië                                      |
| Pan-Amerikaans        | 3      | Venezuela Cuba Dominicaanse Republiek          |
| Tripartitecommissie** | 1      | Luxemburg                                      |
| TOTAAL                |        | 22                                             |

### 52-57kg vrouwen
| Judobond Toernooi     | Aantal | Gekwalificeerd                                        |
| --------------------- | ------ | ----------------------------------------------------- |
| Gastland              | 1      | China                                                 |
| WK 2007               | 6      | Noord-Korea Spanje Hongarije Japan Finland Italië     |
| Afrika                | 2      | Algerije Tunesië                                      |
| Azië                  | 3      | Zuid-Korea Mongolië Kazachstan                        |
| Europa                | 5      | Oostenrijk Frankrijk Duitsland Azerbeidzjan Nederland |
| Oceanië               | 1      | Australië                                             |
| Pan-Amerikaans        | 3      | Brazilië Verenigde Staten Cuba                        |
| Tripartitecommissie** | 2      | Haïti Amerikaans-Samoa                                |
| TOTAAL                |        | 23                                                    |

### 57-63kg vrouwen
| Judobond Toernooi     | Aantal | Gekwalificeerd                                     |
| --------------------- | ------ | -------------------------------------------------- |
| Gastland              | 1      | China                                              |
| WK 2007               | 6      | Cuba Frankrijk Japan Nederland Duitsland Slovenië  |
| Afrika                | 2      | Algerije Senegal                                   |
| Azië*                 | 4      | Zuid-Korea Noord-Korea Mongolië Chinees Taipei     |
| Europa                | 5      | Groot-Brittannië Oostenrijk Rusland Finland Israël |
| Oceanië               | 1      | Australië                                          |
| Pan-Amerikaans        | 3      | Argentinië Brazilië Venezuela                      |
| Tripartitecommissie** | 2      | Nepal Malta                                        |
| TOTAAL                |        | 24                                                 |

### 63-70kg vrouwen
| Judobond Toernooi     | Aantal | Gekwalificeerd                                                 |
| --------------------- | ------ | -------------------------------------------------------------- |
| Gastland              | 1      | China                                                          |
| WK 2007               | 6      | Frankrijk Verenigde Staten Hongarije Italië Oekraïne Nederland |
| Afrika                | 2      | Algerije Senegal                                               |
| Azië                  | 3      | Japan Zuid-Korea Kazachstan                                    |
| Europa                | 5      | Spanje Duitsland Rusland België Polen                          |
| Oceanië               | 1      | Fiji                                                           |
| Pan-Amerikaans        | 3      | Brazilië Cuba Colombia                                         |
| Tripartitecommissie** | 1      | Turkmenistan                                                   |
| TOTAAL                |        | 22                                                             |

### 70-78kg vrouwen
| Judobond Toernooi     | Aantal | Gekwalificeerd                                     |
| --------------------- | ------ | -------------------------------------------------- |
| Gastland              | 1      | China                                              |
| WK 2007               | 5      | Cuba Japan Zuid-Korea Frankrijk Italië             |
| Afrika                | 2      | Tunesië Nigeria                                    |
| Azië*                 | 4      | Mongolië Kazachstan Kirgizië India                 |
| Europa                | 5      | Groot-Brittannië Rusland Duitsland Spanje Oekraïne |
| Oceanië               | 1      | Australië                                          |
| Pan-Amerikaans        | 3      | Brazilië Canada Argentinië                         |
| Tripartitecommissie** | 0      |                                                    |
| TOTAAL                |        | 21                                                 |

### +78kg vrouwen
| Judobond Toernooi     | Aantal | Gekwalificeerd                                       |
| --------------------- | ------ | ---------------------------------------------------- |
| Gastland              | 1      | China                                                |
| WK 2007               | 5      | Japan Duitsland Nederland Frankrijk Groot-Brittannië |
| Afrika                | 2      | Tunesië Egypte                                       |
| Azië*                 | 4      | Mongolië Oezbekistan Zuid-Korea Kazachstan           |
| Europa                | 5      | Rusland Slovenië Polen Oekraïne Italië               |
| Oceanië               | 1      | Australië                                            |
| Pan-Amerikaans        | 3      | Cuba Ecuador Mexico                                  |
| Tripartitecommissie** | 0      |                                                      |
| TOTAAL                |        | 21                                                   |

* Als een Chinees atleet in de top 6 van de wereld eindigt, dan gaat deze plaats naar de Aziatische Judo Federatie. 

** De olympische tripartitecommissie nodigt 20 landen uit zonder beperking aan geslacht en categorie. Deze uitnodigingen gaan meestal naar kleine landen die historisch gezien met maximaal zes sporters aanwezig zijn op de Spelen.
Atletiek · 
Badminton · 
Basketbal · 
Boksen · 
Boogschieten · 
Gewichtheffen ·
Gymnastiek · 
Handbal · 
Hockey · 
Honkbal · 
Judo · 
Kanovaren · 
Moderne vijfkamp · 
Paardensport · 
Roeien ·
Schermen · 
Schietsport ·
Schoonspringen ·
Softbal ·
Synchroonzwemmen ·
Taekwondo ·
Tafeltennis ·
Tennis ·
Triatlon ·
Voetbal · 
Volleybal ·
Waterpolo ·
Wielersport · 
Worstelen ·
Zeilen ·
Zwemmen